# Nicolas Danos
Nicolas Danos (* 27. September 1980) ist ein französischer Fußballschiedsrichterassistent. Er steht als dieser seit 2013 auf der Liste der FIFA-Schiedsrichter.

## Karriere
Als Assistent begleitete er neben vielen Partien auf nationaler Ebene unter anderem international nebst Begegnungen auf Klub-Ebene, auch Spiele von Nationalmannschaften. Hierbei war er unter anderem nebst Olympia 2016 bei der UEFA Nations League und der Europameisterschaft 2016 sowie 2020 als auch bei der Weltmeisterschaft 2018 vertreten. Zur Weltmeisterschaft 2022 wurde er ins Aufgebot der Assistenten berufen.
Am 28. Mai 2022 leiteten Turpin, Danos und Gringore das UEFA-Champions-League-Finale 2022 zwischen dem FC Liverpool und Real Madrid (0:1).